# Thiron-Gardais
 Thiron-Gardais  là một xã thuộc tỉnh Eure-et-Loir trong vùng Centre-Val de Loire ở bắc trung bộ nước Pháp. Xã này nằm ở khu vực có độ cao trung bình 238 mét trên mực nước biển. Dân số năm 1999 là 1121 người.